# درسة نيلية
الدُّرَّسَةُ النِّيْلِيَّةُ أو دُرَّسَةُ النِّيْلَةُ (بالإنجليزية: The indigo bunting)‏ ويُعرف علِميًّا باسم (الاسم العلمي: Passerina cyanea)، هو طائر صغير من آكلات البذور في فصيلة الكاردينال. وهو من الطيور المهاجرة، وتتراوح من جنوب كندا إلى شمال فلوريدا خلال موسم التكاثر، ومن جنوب فلوريدا إلى شمال أمريكا الجنوبية خلال فصل الشتاء. غالبًا ما يهاجر ليلًا مستخدمًا النجوم للتنقل. موطنه هو الأراضي الزراعية ومناطق الفرشاة والغابات المفتوحة.